# Abdoulaye Vilane
Abdoulaye Vilane est un homme politique sénégalais, membre du parti socialiste sénégalais (PS), maire de la commune d’arrondissement de Kaffrine de 2009 à 2022 et député au Parlement de la Communauté économique des États de l’Afrique de l’Ouest (CEDEAO).

## Parcours politique

### Maire de Kaffrine
En mars 2009, lors des élections municipales, Abdoulaye Wilane est élu maire de Kaffrine après un second tour disputé face à Matta Sy Diallo d'où il l’emporte par 27 voix contre 22, soutenu notamment par des conseillers de l’Alliance pour la République (APR). Durant son mandat, il entreprend plusieurs réformes destinées à régulariser, revaloriser et fédérer les agents municipaux. Il procède particulièrement à une revalorisation des salaires des contractuels et des délégués de quartier, tout en instaurant des mécanismes de motivation fondés sur le rendement. Parallèlement, il initie des projets dans le secteur de l’éducation, parmi lesquels la construction de 16 salles de classe, l’ouverture d’une radio communautaire, la mise en place d’une salle informatique et d’une bibliothèque municipale. La mairie assure également la distribution annuelle de fournitures scolaires, évaluées à environ 8 millions de francs CFA, et accorde des bourses aux élèves méritants ou issus de milieux défavorisés.

#### Président du conseil départemental de Kaffrine
Il est élu président du conseil départemental de Kaffrine, une fonction qui l’amène aussi à occuper le poste de président du conseil d’administration (PCA) de l’hôpital régional Thierno Birahim Ndao, où il est installé en juillet 2023. À ce poste, il annonce son intention de renforcer les effectifs médicaux spécialisés, notamment en cardiologie et en urologie, et de mettre en place un dialogue continu avec le personnel hospitalier.

##### Député national puis au Parlement de la CEDEAO
En février 2018, l’Assemblée nationale du Sénégal l’élit député au Parlement de la CEDEAO). Au sein de cette institution, il accède à la présidence du Réseau parlementaire pour l’égalité des genres, les investissements dans l’agriculture et la sécurité alimentaire, une plateforme chargée de promouvoir les intérêts régionaux, en particulier dans le secteur agricole.

## Engagement politique

### Porte‑parole du parti socialiste
Abdoulaye Vilane occupe la fonction de porte-parole national du Parti socialiste du Sénégal. En juillet 2023, il plaide pour la présentation d’un candidat issu du parti socialiste à l’élection présidentielle de février 2024. Il estime alors que le parti doit affirmer une vision autonome, distincte de celle de la coalition Benno Bokk Yakaar. Dans cette dynamique, il appelle à une redynamisation de la base militante et à une préparation active de l’avenir politique du parti socialiste, en réponse aux frustrations exprimées par certains membres.

#### Volonté de candidature à la présidentielle 2024
En août 2023, Abdoulaye Vilane annonce publiquement son intention de se porter candidat à l’élection présidentielle prévue en février 2024. Il met en avant son parcours, sa vision et son appartenance au parti socialiste comme sources de légitimité. Dans le même temps, il évoque la création possible d’une nouvelle formation politique, baptisée l'Union socialiste, destinée à fédérer les militants du parti socialiste.

## Reconnaissance familiale
En février 2025, Abdoulaye Vilane est désigné comme patriarche des familles Wilane du Sénégal et de la sous-région, en succession à feu El Hadj Kéba Wilane. Cette reconnaissance traditionnelle est ratifiée au cours d’une assemblée générale qui réunit de nombreux délégués. Âgé de 56 ans, il exprime alors sa volonté de promouvoir l’unité, de renforcer la solidarité communautaire et de préserver les valeurs ancestrales.